# Katar az 1988. évi nyári olimpiai játékokon
Katar a dél-koreai Szöulban megrendezett 1988. évi nyári olimpiai játékok egyik részt vevő nemzete volt. Az országot az olimpián 3 sportágban 10 sportoló képviselte, akik érmet nem szereztek.

## Atlétika
Férfi
| Versenyző                                                                      | Versenyszám     | Előfutam | Előfutam | Előfutam | Negyeddöntő | Negyeddöntő | Negyeddöntő | Elődöntő | Elődöntő | Elődöntő | Döntő   | Döntő    |
| Versenyző                                                                      | Versenyszám     | Idő      | Hely.    | Össz.    | Idő         | Hely.       | Össz.       | Idő      | Hely.    | Össz.    | Idő     | Helyezés |
| ------------------------------------------------------------------------------ | --------------- | -------- | -------- | -------- | ----------- | ----------- | ----------- | -------- | -------- | -------- | ------- | -------- |
| Talal Mansour                                                                  | 100 m           | 10,42    | 1.       | 19.      | 10,38       | 5.          | 22.*        | kiesett  | kiesett  | kiesett  | kiesett | kiesett  |
| Mohamed Ismail Youssef                                                         | 800 m           | 1:48,20  | 4.       | 23.      | kiesett     | kiesett     | kiesett     | kiesett  | kiesett  | kiesett  | kiesett | kiesett  |
| Mohammed Szulajmán                                                             | 1500 m          | 3:44,43  | 8.       | 32.      |             |             |             | kiesett  | kiesett  | kiesett  | kiesett | kiesett  |
| Ahmed Ibrahim Warsama                                                          | 5000 m          | 14:06,20 | 16.      | 38.      |             |             |             | kiesett  | kiesett  | kiesett  | kiesett | kiesett  |
| Ahmed Ibrahim Warsama                                                          | 10 000 m        | 29:37,99 | 16.      | 32.      |             |             |             |          |          |          | kiesett | kiesett  |
| Rashid Sheban Marzouk                                                          | 110 m gát       | 14,69    | 6.       | 32.      | 14,47       | 8.          | 29.*        | kiesett  | kiesett  | kiesett  | kiesett | kiesett  |
| Rashid Sheban Marzouk Faraj Saad Marzouk Sayed Mubarak Al-Kuwari Talal Mansour | 4 × 100 m váltó | 40,05    | 5.       | 15.      |             |             |             | 41,19    | 8.       | 14.      | kiesett | kiesett  |

| Versenyző                 | Versenyszám | Selejtező             | Selejtező             | Döntő    | Döntő    |
| Versenyző                 | Versenyszám | Eredmény              | Helyezés              | Eredmény | Helyezés |
| ------------------------- | ----------- | --------------------- | --------------------- | -------- | -------- |
| Abdullah Mohamed Al-Sheib | Távolugrás  | érvényes ugrás nélkül | érvényes ugrás nélkül | kiesett  | kiesett  |

* - egy másik versenyzővel azonos eredményt ért el

## Sportlövészet
Férfi
| Versenyző                 | Versenyszám       | Selejtező | Selejtező | Döntő   | Döntő    |
| Versenyző                 | Versenyszám       | Pont      | Helyezés  | Pont    | Helyezés |
| ------------------------- | ----------------- | --------- | --------- | ------- | -------- |
| Jadaan Tarjam Al-Shammari | Sportpuska, fekvő | 582       | 54.       | kiesett | kiesett  |

## Vitorlázás
Férfi
| Versenyző        | Versenyszám | Futam   | Futam  | Futam  | Futam  | Futam  | Futam  | Futam  | Pontszám | Helyezés |
| Versenyző        | Versenyszám | 1       | 2      | 3      | 4      | 5      | 6      | 7      | Pontszám | Helyezés |
| ---------------- | ----------- | ------- | ------ | ------ | ------ | ------ | ------ | ------ | -------- | -------- |
| Mohamed Al-Kaabi | Divízió II  | (52,0*) | 52,0** | 52,0** | 52,0** | 52,0** | 52,0** | 52,0** | 312,0    | 45.      |

* - nem ért célba

** - nem indult